# Stefan Maria Schneider
Stefan Maria Schneider (* 28. Dezember 1980 in Uerdingen) ist ein deutscher Filmkomponist, Musiker und Produzent.

## Werdegang
Schneider studierte von 2001 bis 2008 Komposition/Medienmusik an der Musikhochschule „Hanns Eisler“ in Berlin, von 2002 bis 2004 Komposition an der Universität für Musik und darstellende Kunst in Wien und von 2004 bis 2008 Filmmusik an der Filmhochschule „Konrad Wolf“ in Potsdam-Babelsberg. Das dortige Studium absolvierte er 2008 als „Diplom-Filmkomponist“.
Unter anderem schrieb Schneider die Musik für Franka Potentes Regiedebüt Der die Tollkirsche ausgräbt und für den Animationsfilm Our Wonderful Nature, der 2009 für die Student Academy Awards nominiert war.
Im Juni 2009 wurde Schneider für die Filmmusik zu Our Wonderful Nature für den Jerry-Goldsmith-Preis der Internationalen Filmmusik-Konferenz Úbeda nominiert und erhielt diesen in der Kategorie „Beste Musik zu einem Kurzfilm/Animation“.
Seit September 2009 arbeitet er für den britischen Filmmusikkomponisten John Powell, an dessen Filmmusik zum Dreamworks-Animationsfilm Drachenzähmen leicht gemacht er Anfang 2010 als Orchestrator mitarbeitete.
Ende 2011 komponierte er die Musik zum ersten durch Crowdfunding finanzierten deutschen Spielfilm, Hotel Desire. Seit 2013 arbeitet er als Komponist für die TV-Serien Ritter Rost und Der kleine Drache Kokosnuss.
Stefan Maria Schneider lebt und arbeitet in Weimar und Berlin.

## Auszeichnungen
- 1997: Preisträger 1. Berliner Opernpreis[4]
- 2006: Preis der Franz-Grothe-Stiftung für den besten Nachwuchs-Filmkomponisten[5]
- 2009: Jerry Goldsmith Award, Film Music Festival Úbeda
- 2009: SoundTrack_Cologne 6.0, Peer-Raben-Musikpreis (nominiert)
- 2011: Jerry Goldsmith Award, Film Music Festival Úbeda (nominiert)

## Filmkompositionen (Auswahl)
- 2002: Jungs zum Anfassen
- 2005: Make Love in Heaven
- 2006: Der die Tollkirsche ausgräbt
- 2007: aQua ad lavandum – in brevi
- 2007: My Happy End
- 2008: Our Wonderful Nature
- 2008: Trickster
- 2008: Cocoon Child
- 2009: Das Mädchen und der kleine Junge
- 2011: Hotel Desire
- 2012: Die Schöne und das Biest
- 2013: Absturz im Wald – Die wahre Geschichte der Hitler-Tagebücher
- 2014: Das kalte Herz
- 2015: Die weiße Schlange
- 2015: Krüger aus Almanya
- 2015: Solness
- 2017: Rübezahls Schatz
- 2018: Krügers Odyssee
- 2019: Stenzels Bescherung
- 2020: Drachenreiter
- 2021: Mich hat keiner gefragt
- 2023: Kannawoniwasein!